# Kruštík Greuterův
Kruštík Greuterův (Epipactis greuteri) je poměrně nově popsaný druh autogamní orchideje, který patří do okruhu kruštíku širolistého (Epipactis helleborine). Zjištěn byl v roce 1981 v řídce osídleném severořeckém pohoří Pindos, v České republice byl druh nalezen roku 1985 v Moravském krasu. Druhové jméno greuteri dostal po švýcarském botaniku italského původu Werneru Greuterovi, který byl v létech 1978 až 2008 ředitelem Botanické zahrady v Berlíně.

## Rozšíření
Druh má nevelký, převážně středo a jihoevropský areál, dosud byl popsán v ČR, Slovensku, Polsku, jižním Německu, Rakousku, severní Itálii, Slovinsku, Chorvatsku a v Řecku. Většina jeho lokalit je soustředěna do centrální části areálu, do střední Evropy.
V české krajině je rostlinou vzácnou, je však možnost, že je někdy pro neznalost nerozpoznána. Častěji než v Čechách roste na severní a střední Moravě, zejména v Moravském krasu, na Drahanské vrchovině, v Hostýnských a Vizovických vrších a v Javorníkách. V Čechách je rostlinou méně obvyklou, roste jen na Křivoklátské vrchovině a v Podkrkonoší u Jilemnice. Rozšíření není dosud dokonale známo.

## Ekologie
Je geofytem s úzkou ekologickou amplitudou, roste ve vlhkých a stinných smrkových, jedlových i bukových lesích, je silně stínomilnou, sciofytickou rostlinou. Obvykle je k nalezení nedaleko tekoucí vody, převážně v hlubokých stržích u lesních potoků, podél pramenišť či nevelkých lesních vodotečí, okolo hluboko zaříznutých lesních pěšin, na místech chladných a se stálou půdní vlhkosti. Dává přednost místům s vápencovým podložím, většina stanovišť se nachází na vápenci, flyši nebo vápenatém fylitu, či alespoň na půdách s přídavkem vysráženého uhličitanu vápenatého. Bleskové povodně, které se občas přes jeho stanoviště přeženou, mu většinou neuškodí.
V české přírodě je bylinou rostoucí od pahorkatin do podhůří, preferuje polohy v suprakolinním až montánním výškovém stupni, nejčastěji v nadmořské výšce 300 až 550 m n. m., nejvyšší známa výška výskytu je v 630 m. Mimo ČR roste až do 1900 m, na severu areálu se vyskytuje převážně v údolích a na jihu ve středních a vyšších polohách. Kvete v krátkém období od července až srpna. Jeho populace bývají obvykle chudopočetné, čítají jen několik jedinců a ti se někdy přesouvají podél vodního toku.

## Popis
Vytrvalá rostlina s lodyhou vyrůstající do výšky 30 až 60 cm. Lodyha je přímá, zelená a někdy na bázi nafialovělá, lysá a jen pod květenstvím pýřitá. Listy spodní jsou okrouhlé; lodyžní jsou dlouhé 5 až 10 cm a široké 2 až 4 cm, bývá jich čtyři až sedm, mají tvar vejčitě kopinatý a zvlněný okraj, jsou převislé a visí zdánlivě ochable. První listy vyrůstají až nad zemí.
Květy rostoucí v horní části lodyhy vytvářejí deseti až třicetikvětý klas zabírající obvykle až polovinu výšky rostliny. Klas má vřeteno hustě pýřité a spodní, úzce kopinaté listeny jsou dvakrát až třikrát delší než nicí, zvonkovité, z části doširoka otevřené a z části polouzavřené květy, které se rozvíjejí z podlouhlých, vodorovných až mírně svěšených pupenů. Květ má šest nerozlišených okvětních lístků ve dvou přeslenech; vnější lístky jsou zelené, kopinaté, 12 mm dlouhé, 4 mm široké a na vrcholu nazpět ohnuté; vnitřní jsou světle zelené, kopinaté, 9 mm dlouhé a 5 mm široké. Dolní lístek vnitřního přeslenu vytváří uprostřed zaškrcený pysk; jeho spodní část (epichil) je asi 5 mm dlouhá a jen o málo širší, je srdčitá, dolu ohnutá a bělavá s nazelenalým středem; horní část (hypochil) je ve tvaru písmene "V" a uvnitř je zelená až zelenohnědá. Tři do sloupku srostlé tyčinky mají vejčitý prašník s rozpadavými brylkami pylu, prohnutá čnělka nese čtverečnou bliznu postavenou kolmo k ose sloupku. Úzce vřetenovitý, dolů směřující semeník je až 20 mm dlouhý, zelený nebo nafialovělý. Květy neprodukuje nektar, opylují se samosprašně.
Plod je tobolka až 28 mm dlouhá s množstvím drobných semen. Semeno nemá téměř žádné zásobní látky potřební k vyklíčení do stadia semenáče, proto v prvních týdnech klíčení odebírá za pomoci mykoheterotrofie potřebné živiny od symbiotických hub. Později je rostlinka již schopná uživit se pomoci fotosyntézy.

## Možnost záměny
Kruštík Greuterův patří mezi řídce zaměňované taxony. Má specifické stanovištní nároky a kříží se jen vzácně. Za podobný se snad může považovat velmi vzácný kruštík nepravý (Epipactis pseudopurpurata), který je drobnější a celkově modrofialově naběhlý. Spíše je možná záměna za kruštík růžkatý (Epipactis muelleri), který má semeník hruškovitě protáhlý a zároveň růžkovitě prodloužený prašník.

## Ohrožení
Druh je vázaný na vlhká místa v zastíněných lesních porostech. Proto mu hrozí největší nebezpečí při prosvětlování nebo dokonce kácení celých lesních ploch, nesnese změnu mikroklimatických podmínek ani výrazné zjasnění slunečního svitu. S ohledem na jeho raritní výskyt a nízký počet kvetoucích jedinců je v "Červeném seznamu cévnatých rostlin České republiky" zařazen mezi silně ohrožené druhy (C2r).